# Mahabo
Mahabo est une commune urbaine malgache située dans la partie centre-ouest de la région du Menabe.